# 拥立国王者
拥立国王者（英語：Kingmaker）是一類影響君主繼承權決定的關鍵人物或集團，他們利用政治、資本、宗教、軍事、意見領袖的勢力，成為“後座司機”，改變未來君位归属。不少拥立国王者的目的不在未來君主之位，而是欲以此換取未來政權的其它重要職位。
英语“Kingmaker”一词尤指英格兰国王亨利六世在位时的第十六代沃里克伯爵理查德·内维尔。
在现代语境中，造王者一词则通常用来形容对特定地区或事件的形势拥有决定性影响的第三方因素。

## 例子
- 春申君
- 吕不韦
- 霍光
- 呂端
- 史彌遠
- 高句麗的淵蓋蘇文
- 後突厥汗國的暾欲谷
- 孔雀王朝的考底利耶
- 毗奢耶那伽羅帝國的吠德耶羅耶（英语：Vidyaranya）
- 蒙兀兒帝國的賽義德兄弟（英语：Sayyid brothers）
- 羅馬帝國的羅馬禁衛軍
- 西羅馬帝國的李希梅尔
- 阿拔斯帝國的“众埃米尔之埃米尔”
- 金帳汗國的那海、馬麥和也迪古
- 鄂圖曼帝國的耶尼切里和米德哈特帕夏
- 盎格鲁-撒克逊英格兰的戈德溫
- 第十六代沃里克伯爵理查德·内维尔
- 瑞典的卡爾·奧托·莫爾奈
- 卡扎爾王朝的哈吉·易卜拉欣·西拉齐（英语：Hajji Ebrahim Shirazi）
- 聖雄甘地：宣揚與領導印度獨立運動思想，影響日後成為印度正副總理的尼赫魯和帕特爾
- 吉姆·法利：籌劃並協助小羅斯福競選紐約州州長和美國總統
- 切·格瓦拉：於古巴革命中襄助菲德爾·卡斯楚領導的古巴共產黨取得古巴政權
- K·卡馬拉吉（英语：K. Kamaraj）：協助夏斯特里和英迪拉·甘地相繼登任印度總理
- G·K·穆帕納爾（英语：G. K. Moopanar）：印度國大黨在任最長的秘書長，曾協助並與英迪拉·甘地、桑賈伊·甘地及拉吉夫·甘地等多位尼赫魯-甘地家族成員共事
- 斯德望·維辛斯基：於1978年10月教宗選舉秘密會議協助若望·保祿二世當選為教宗
- 阿布都·拉希德·杜斯塔姆：曾任副總統並領導阿富汗民族伊斯蘭運動支持阿富汗伊斯蘭共和國政府運作
- 鲁伯特·默多克
- 安倍晋三，所统领派阀清和政策研究會因成为日本自民党党内最大派阀，在党内事务乃至整个日本政坛都有极大话语权。

## 相關
- 王座背後的力量（英语：Power behind the throne）
- 選舉君主制
- 秘密顧問團
- 灰衣主教
- 傳媒大亨
- 中間選民
- 不管部长
- 保皇派
- 謀士
- 帝師
- 霸府